# Papháza
Papháza (1899-ig Papina, szlovákul: Papín) község Szlovákiában, az Eperjesi kerület Homonnai járásában.

## Fekvése
Homonnától 25 km-re északkeletre, az Udava-patak partján fekszik.

## Története
A település 1330 körül keletkezett. 1451-ben említik először, ekkor a homonnai uradalomhoz tartozott. A 18. századtól a Klobusiczky család birtoka.
A 18. század végén Vályi András így ír róla: „PAPINA. Papin. Tót falu Zemplén Vármegyében, földes Ura Kácsándy Uraság, lakosai katolikusok, fekszik Homonnához két mértföldnyire, Nechval Polyánka, és Zubnához 1/2 órányira; határja trágyázás után meglehetős termékenységű, szénája jó van, legelője elég, fája mind a’ kétféle, eladásra módgya Homonnán, fuvarozással pénzt kereshetnek, van egy kis szőlő hegye is.”
A 19. századtól az Ocskayak birtokában találjuk. A faluban egykor kastély is állt és 1850 körül még a terület igazgatási központja volt.
Fényes Elek 1851-ben kiadott geográfiai szótárában így ír a faluról: „Papina, tót falu, Zemplén vmegyében, de 1330-ban már mezőváros volt, ut. p. Homonnához északra 3 mfdnyire: 810 romai, 48 g. kath., 28 zsidó lak. Kath. paroch. templom. Szántófölde 1819 hold; erdeje, malma van. F. u. Ocskay.”
Borovszky Samu monográfiasorozatának Zemplén vármegyét tárgyaló része szerint: „Papháza, azelőtt Papina, de hajdan Papfalva néven is ismeretes volt. Körjegyzőségi székhely. Van 154 háza és 821 tótajkú, róm. kath. vallású lakosa. Saját postája van, távírója Udva, vasúti állomása Homonna. A homonnai uradalomhoz tartozott, azután a gróf Klobusitzkyaké, a mult század elején pedig az Ocskayaké lett. A mult század folyamán gyakran változtak az urai és most báró Dániel Gábornak van itt nagyobb birtoka és egy régi úrilaka, melyet az Ocskayak építtettek. A falu róm. katholikus temploma 1756-ban épült.”
1920 előtt Zemplén vármegye Szinnai járásához tartozott.

## Népessége
| Év:            | 1994. | 2004.   | 2014.   | 2024.    |
| -------------- | ----- | ------- | ------- | -------- |
| Emberek száma: | 1110  | 1075    | 999     | 869      |
| Eltérés:       |       | -3,15 % | -7,06 % | -13,01 % |

| Év:            | 2023. | 2024.   |
| -------------- | ----- | ------- |
| Emberek száma: | 868   | 869     |
| Eltérés:       |       | +0,11 % |

1910-ben 821, túlnyomórészt szlovák anyanyelvű lakosa volt.
2001-ben 1105 lakosából 1076 szlovák volt.
2011-ben 1010 lakosából 930 szlovák volt.

## Nevezetességei
A Nagyboldogasszony tiszteletére szentelt római katolikus temploma 1756-ban épült.

## Külső hivatkozások
- Községinfó
- Papháza Szlovákia térképén
- E-obce.sk Archiválva 2008. március 3-i dátummal a Wayback Machine-ben
- Tourist-channel.sk